# 성거산
성거산(聖居山)은 충청남도 천안시에 있는 579m의 금북정맥의 산이다.

## 산의 위치
충청남도 천안시 서북구 성거읍, 입장면, 동남구 북면에 걸쳐 있는 산으로 위례산(慰禮山, 523m)과 태조산(太祖山, 421m), 흑성산(黑城山,  519m)을 이어주면서 단국대학교 천안캠퍼스를 위시하여 상명대학교와 호서대학교, 백석대학교 등이 있어 거대한 대학촌을 감싸안고 있는 형세이다.
성거산에서 흘러나오는 물줄기가 모여 단국대학교 천안캠퍼스 앞에서 천호지(일명 안서호)를 이룬다. 만수위때 33ha(약10만평)에 해당하는 넓은 호수이다 과거에는 저수지로만 활용되었지만 현재는 천안시민의 휴식공원으로 활용되고 있다.
안서호의 수질 및 수면관리자는 한국농어촌공사 천안지사이며, 수심은 4m 가량이고, 공원관리는 천안시가 맡고 있다.
정상에는 성거산성이 자리잡고 으며 군사통신기지 설치 당시에 성곽이 많이 파괴되어 옛모습을 찾아보기 힘들다. 산 정상부를 둘러쌓은 테뫼식 산성으로, 둘레는 950m이고, 성 안의 면적은 5700m2이다.

## 역사
정상부에 위치한 성거산성은 충남 직산 지역에 있다는 백제의 수도 위례성라는 이야기가 전해진다. 인근 위례산의 위례산성과 연계된 익성(翼城) 형식의 산성으로 추측되며 백제의 축성 형태와 비슷하기 때문에 삼국시대에 건축된 것으로 보인다. 한편으로 임진왜란 때 백성을 보호하기 위하여 쌓았다는 전설도 전해진다.
고려 태조는 직산의 수헐원에 들렀다가 동쪽의 성거산을 바라보니 오색이 영롱하여 그 아름다움을 보고 영험한 산이라 여겨 제사를 지내도록 했으며 성스러움이 거(居)하는 산이라 하여 성거산(聖居山)이라 칭했다고 하며, 조선 태조와 세종이 온천에 갈 때 이 산에서 산제를 지내기도 하였다.
성거산 자락에 있었던 천흥사의 동종은 성거산 천흥사명 동종(聖居山天興寺銘銅鍾)으로 알려진 고려시대의 동종으로, 충청남도 천안시 성거읍 천흥리에 있던 천흥사에 봉안되었다가 현재 국립중앙박물관에 소장되어 있다. 천흥사는 고려 태조 4년(서기 921)에 창건되었다가 조선시대에 폐사되어 지금은 그 터만 남아 있다.
백두대간에서 나뉜 금북정맥(錦北正脈)의 성거산에서 서쪽으로 달려가는 산줄기가 노태산이고 남쪽으로 계속 내려가는 산줄기가 태조산이다.

## 같이 보기
- 성거산 천흥사명 동종 - 대한민국 국보 제280호, 국립중앙박물관 소장
- 성거산성 - 충청남도 문화재자료 제263호
- 위례산
- 칠장산 (경기)
- 칠현산 (경기)
- 태조산
- 한국의 산